# Étude op. 25, no 9 de Chopin
Pour un article plus général, voir Études de Chopin.

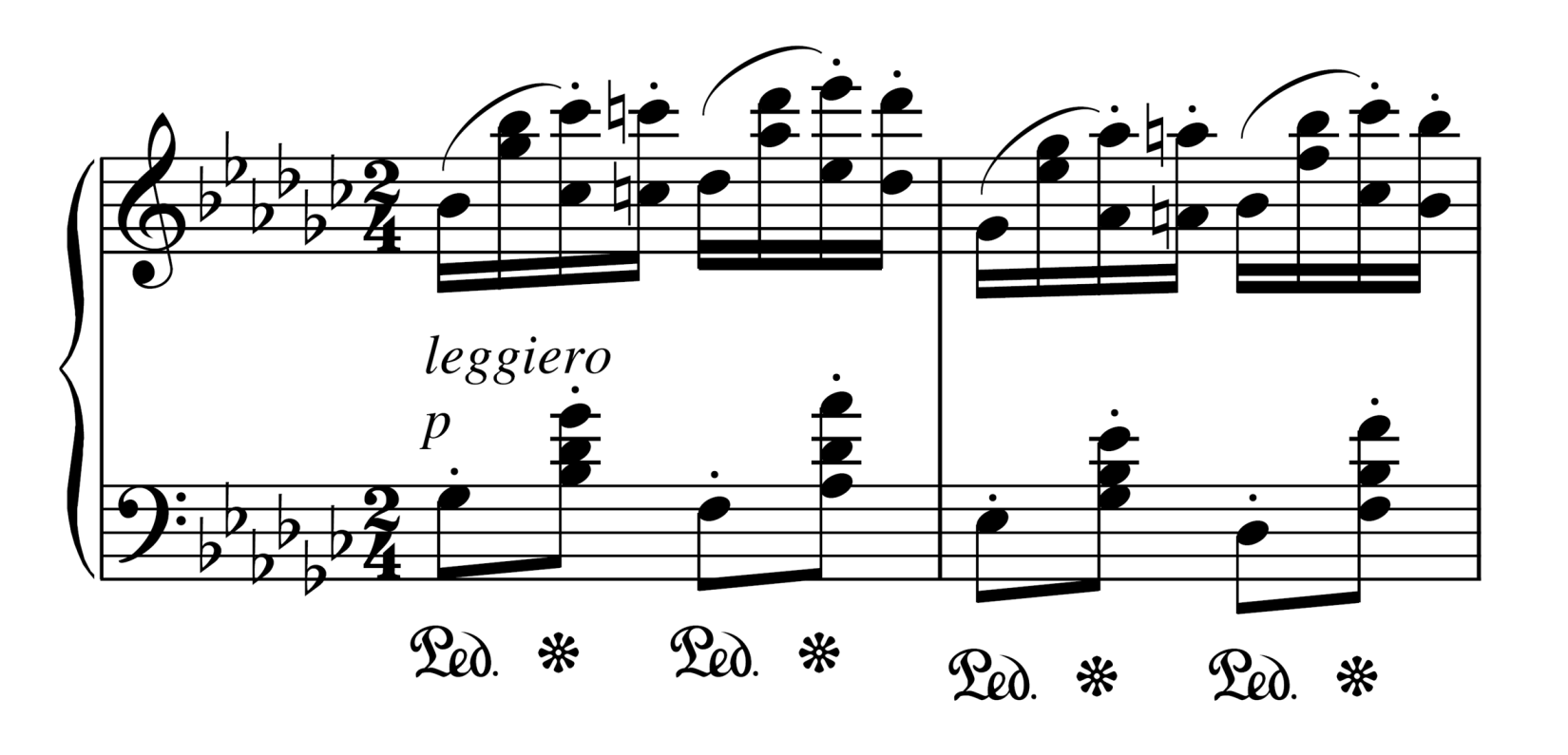
Incipit de l'Étude op. 25, no 9.

L'Étude op. 25, no 9 en sol bémol majeur, connue sous le nom d'Étude Papillon, est une étude pour piano de Frédéric Chopin. Le titre Papillon n'a pas été donné par Chopin (comme c'est le cas pour toutes les pièces de Chopin portant un tel titre), cependant, Arthur Friedheim a déclaré que « si certains titres étaient superflus, celui-ci est inadéquat. ».

## Analyse
La composition est une étude des alternances staccato - marcato, marquées tout au long de la pièce. La pièce est marquée Allegro assai et est écrite en 
. C'est la plus courte des études de Chopin, elle dure moins d'une minute jouée au tempo indiqué. La mélodie est créée en jouant une octave détachée, puis deux octaves non détachées. Cela forme un groupe de quatre notes, dont la structure est utilisée pendant toute la pièce pour transmettre la mélodie. Cette structure d'octaves rapides peut constituer un défi pour les personnes moins expérimentées techniquement. Une autre difficulté réside dans le passage constant d'octaves pleines à des octaves détachées. Il est beaucoup plus simple de jouer l'une ou l'autre pendant toute la durée du morceau.